# Fischzüchter
Fischzüchter ist ein Beruf, der sich mit allen Arbeiten im Ablauf von Fischzuchten beschäftigt. 
In der Schweiz und in Österreich ist Fischzüchter ein anerkannter Ausbildungsberuf. In Südtirol gibt es die Berufsbezeichnung Fischzüchter, die mit allevatore ittico und piscicoltore ins Italienische übersetzt wird. Des Weiteren werden Meeresfrüchtezüchter und Meeresfischzüchter als Berufe benannt. In Deutschland ist der Beruf des Fischzüchters seit 1972 im Berufsbild der Fischwirte enthalten, die zu Aufgaben in der Fischzucht ausgebildet werden.
Stephan Ludwig Jacobi gilt als einer der ersten Fischzüchter und legte 1776 mit seiner Veröffentlichung Von der künstlichen Erzeugung der Forellen und Lachse die Grundlagen zur Fischzucht.